# Silvia Valmaña Ochaíta
Silvia Valmaña Ochaíta   (Guadalajara, 30 de gener de 1963) és una política espanyola membre del Partit Popular. És diputada per Guadalajara des del 20 de desembre de 2015 per a les XI i XII legislatures.
És doctora en Dret per la Universitat d'Alcalá i professora de dret penal a la Universitat de Castilla-La Mancha. És secretària de família i benestar social en la federació popular de Guadalajara. El 20 de desembre de 2015 va ser triada diputada per Guadalajara al Congrés dels diputats i reelegida en 2016. És mare de quatre fills.